# Tristram Shandy
Tristram Shandy (originaltitel: A Cock and Bull Story) är en brittisk komedifilm från 2005 i regi av Michael Winterbottom, baserad på Laurence Sternes roman Välborne herr Tristram Shandy (1759–1767). Den hade världspremiär vid Cambridge Film Festival den 17 juli 2005 och svensk premiär den 21 april 2006.

## Handling
Filmen handlar om den problemfyllda inspelningen av en ofilmbar roman.

## Medverkande i urval
- Steve Coogan – Tristram Shandy / Walter Shandy / Steve Coogan
- Rob Brydon - Toby Shandy / Rob Brydon
- Keeley Hawes - Elizabeth
- Shirley Henderson - Susannah
- Raymond Waring - Trim
- Mark Tandy - Doktor i London
- Dylan Moran - doktor Slop
- David Walliams - Parson
- Jeremy Northam - Mark
- Naomie Harris - Jennie
- Kelly Macdonald – Jenny
- Ashley Jensen – Lindsey
- Mark Williams - Ingoldsby
- Tony Wilson - intervjuare i TV
- Ian Hart - Joe
- Greg Wise - Greg
- Stephen Fry - Patrick Curator / Parson Yorick
- Gillian Anderson - änkan Wadman
- Stuart Wilson - ljudtekniker

## Produktion
Filmen är inspelad i Blickling, Deene, Felbrigg, Gunthorpe, Heydon, Corby, Northampton, Hungarton och Coxwold.

## Musik i filmen
- Chasing Sheep is Best Left to Shepherds, komponerad av Michael Nyman, framförd av the Michael Nyman Band
- An Eye for Optical Theory, komponerad av Michael Nyman, framförd av the Michael Nyman Band
- Sommarnattens leende, komponerad av Erik Nordgren, framförd av Slovakiska radions symfoniorkester
- Pianokvintett i E-dur opus 44 (In Moda d'una Marcia), komponerad av Robert Schumann, framförd av the Michael Nyman Band
- Symfoni i C-dur opus 3 nr 2, komponerad av Johann Christian Bach, framförd av Camerata Budapest och Hanspeter Gmur
- Sarabande, komponerad av Georg Friedrich Händel, framförd av the Michael Nyman Band
- Lilliburlero
- Carlotta's Gallop, skriven av Nino Rota
- La passerella d'addio, skriven av Nino Rota
- L'illusionista, skriven av Nino Rota
- Amarcord, skriven av Nino Rota
- Unknown Waltz", komponerad av W. Warren
- Over the Waves, komponerad av Juventino Rosas
- The Interview, skriven och framförd av Christopher Barnett

## Utmärkelser
- 2006 - Istanbul International Film Festival - Gyllene tulpanen - bästa utländska film, Michael Winterbottom
- 2007 - Chlotrudis Award - bästa manus, Frank Cottrell Boyce